# سن پرکس
شهر سن پرکس  در بخش مورژ در ایالت وو در کشور سوئیس واقع شده‌است که ۴٬۲۰۰ نفر جمعیت دارد.